# 北野桝塚駅
北野桝塚駅（きたのますづかえき）は、愛知県岡崎市北野町二番訳にある愛知環状鉄道・愛知環状鉄道線の駅である。駅番号は06。
車庫が隣接しているため、一部の列車は当駅を終点とする。

## 歴史
計画時の仮称は桝塚駅だった。

### 年表
- 1970年（昭和45年）10月1日：日本国有鉄道岡多線の貨物駅として開業[1]。
- 1976年（昭和51年）4月26日：旅客営業を開始[1]。駅員無配置駅[4]。
- 1984年（昭和59年）12月27日：この日のダイヤ改正で、最後まで残っていた仙台港駅・志免駅への自動車輸送貨物列車が廃止される。
- 1985年（昭和60年）1月1日：貨物の取扱いを廃止[1]。
- 1987年（昭和62年）4月1日：国鉄分割民営化により、東海旅客鉄道（JR東海）が継承[1]。
- 1988年（昭和63年）1月31日：岡多線が愛知環状鉄道線に転換、当駅は愛知環状鉄道の駅となる[5][6]。
- 2001年（平成13年）12月23日：愛知万博対応工事の一環として北野桝塚駅 - 三河上郷駅間複線化[5]。また、1線増設し、2面4線化[7]。
- 2008年（平成20年）
  - 4月1日：有人駅化[5]。
  - 5月12日：「お忘れ物取扱所」開設[5]。
- 2019年（平成31年）3月2日：ICカード「TOICA」の利用が可能となる[8]。
- 2022年（令和4年）4月1日：「お忘れ物取扱所」が新豊田駅に移転[9]。

## 駅構造
島式ホーム2面4線を持つ高架駅である。当駅を境に・別車両・別列車になる運用があり、対面乗り換えが可能である。ここで増結して発車する列車もある。
本社隣接駅にもかかわらず営業上は長年無人駅であったが、2008年（平成20年）に駅構内に「お忘れ物取扱所」が開設され、併せて早朝・夜間を除き有人駅化された。
上り列車は初発1本が1番線から発車するほかは2番線からの発車である。下り列車は3番線と4番線からおおむね半分ずつ発車する。

### のりば
| 番線 | 路線            | 方向 | 行先       | ホーム長 |
| ---- | --------------- | ---- | ---------- | -------- |
| 1    | ■愛知環状鉄道線 | 上り | 岡崎方面   | 8両      |
| 2    | ■愛知環状鉄道線 | 上り | 岡崎方面   | 8両      |
| 3    | ■愛知環状鉄道線 | 下り | 高蔵寺方面 | 8両      |
| 4    | ■愛知環状鉄道線 | 下り | 高蔵寺方面 | 8両      |

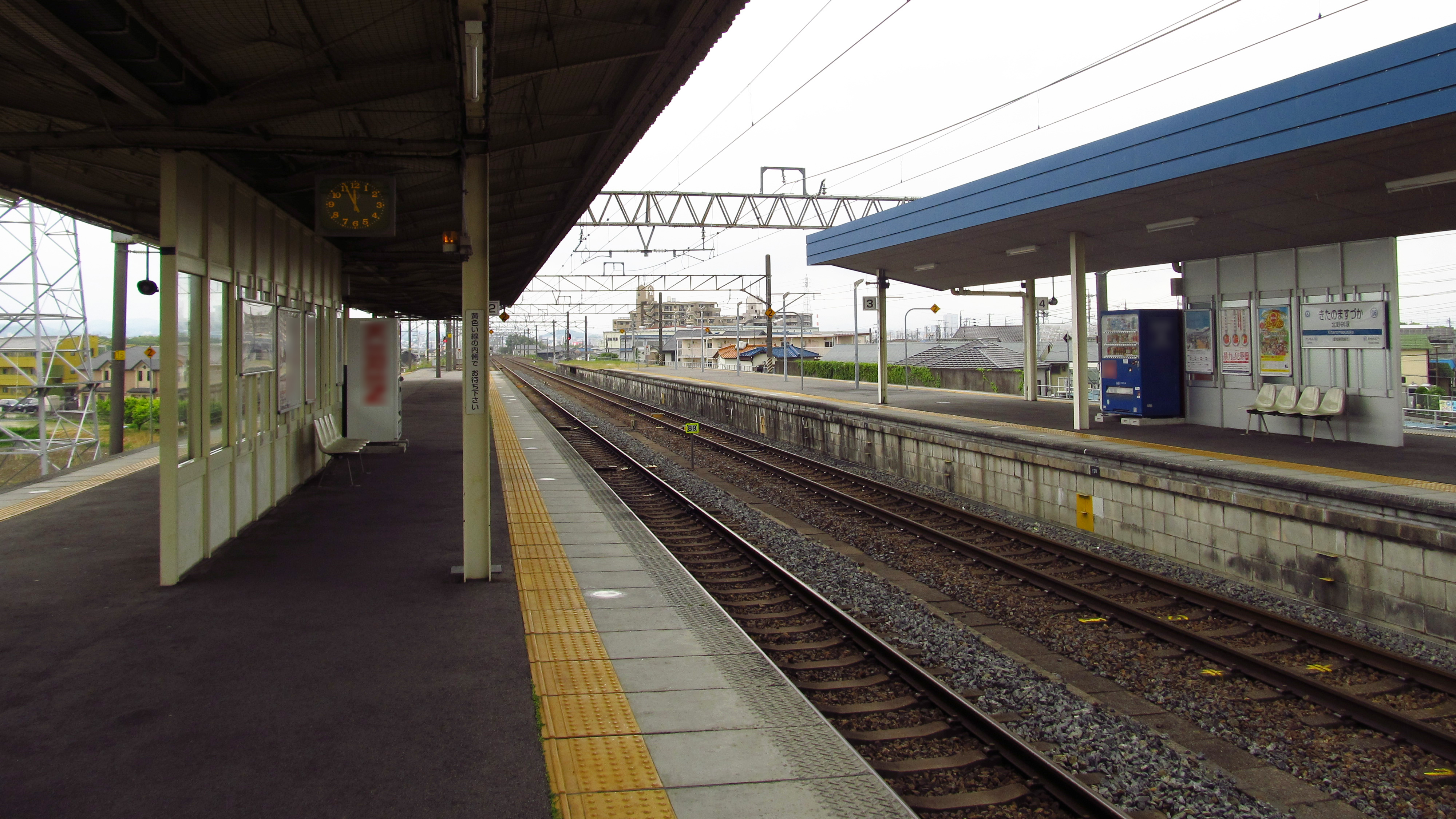
ホーム
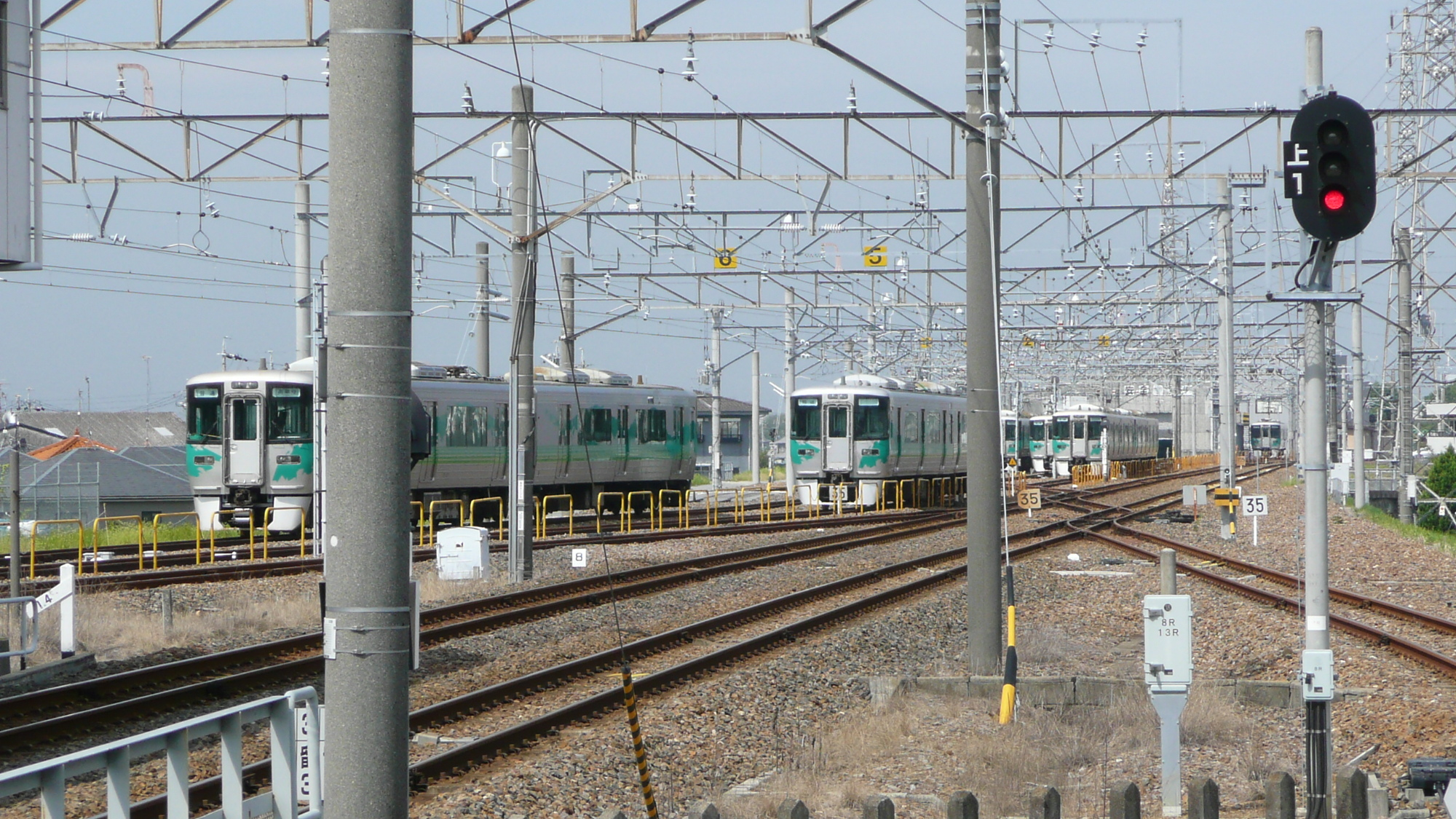
北野桝塚車両基地
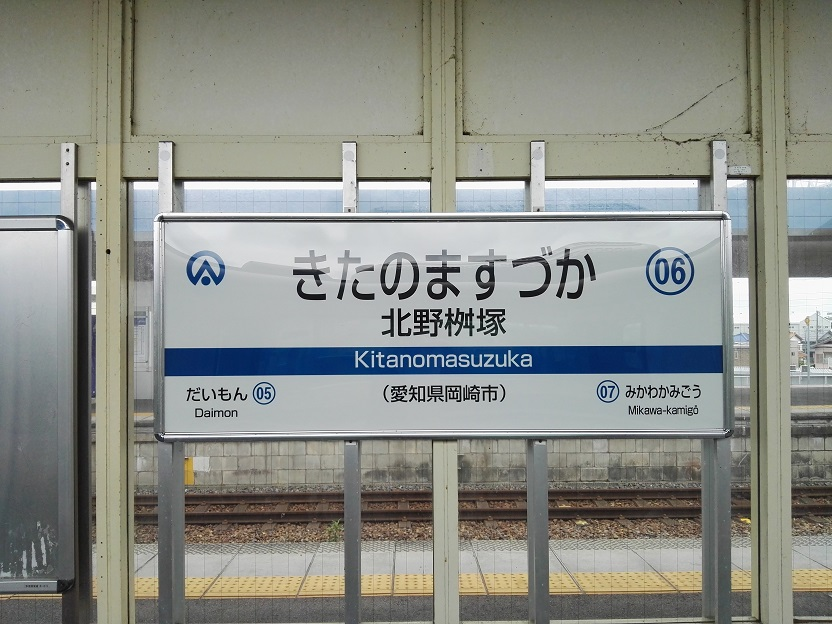
駅名標
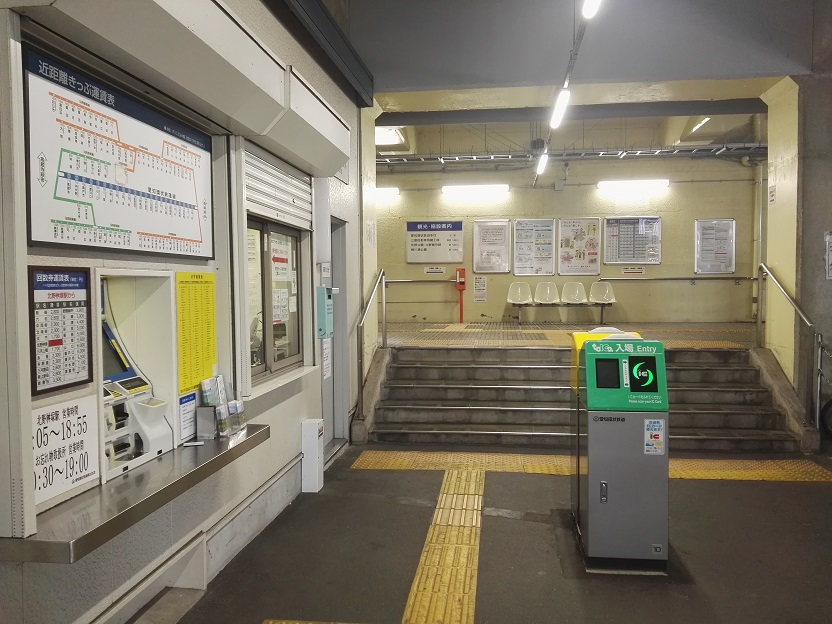
簡易TOICA改札機

### 専用線（廃止）
トヨタ自動車専用線が存在したが、既に廃止されている。自動車輸送のために多数の側線と広大なモータープールがあった。1971年（昭和46年）には10往復の専用列車を設定、1日140両、自動車台数1300台を取り扱う大拠点だった。運営管理はトヨタ輸送が行い、上郷貨車センターと呼ばれていた。
このほか、三菱自動車専用線が計画されていたが、建設中止となった。

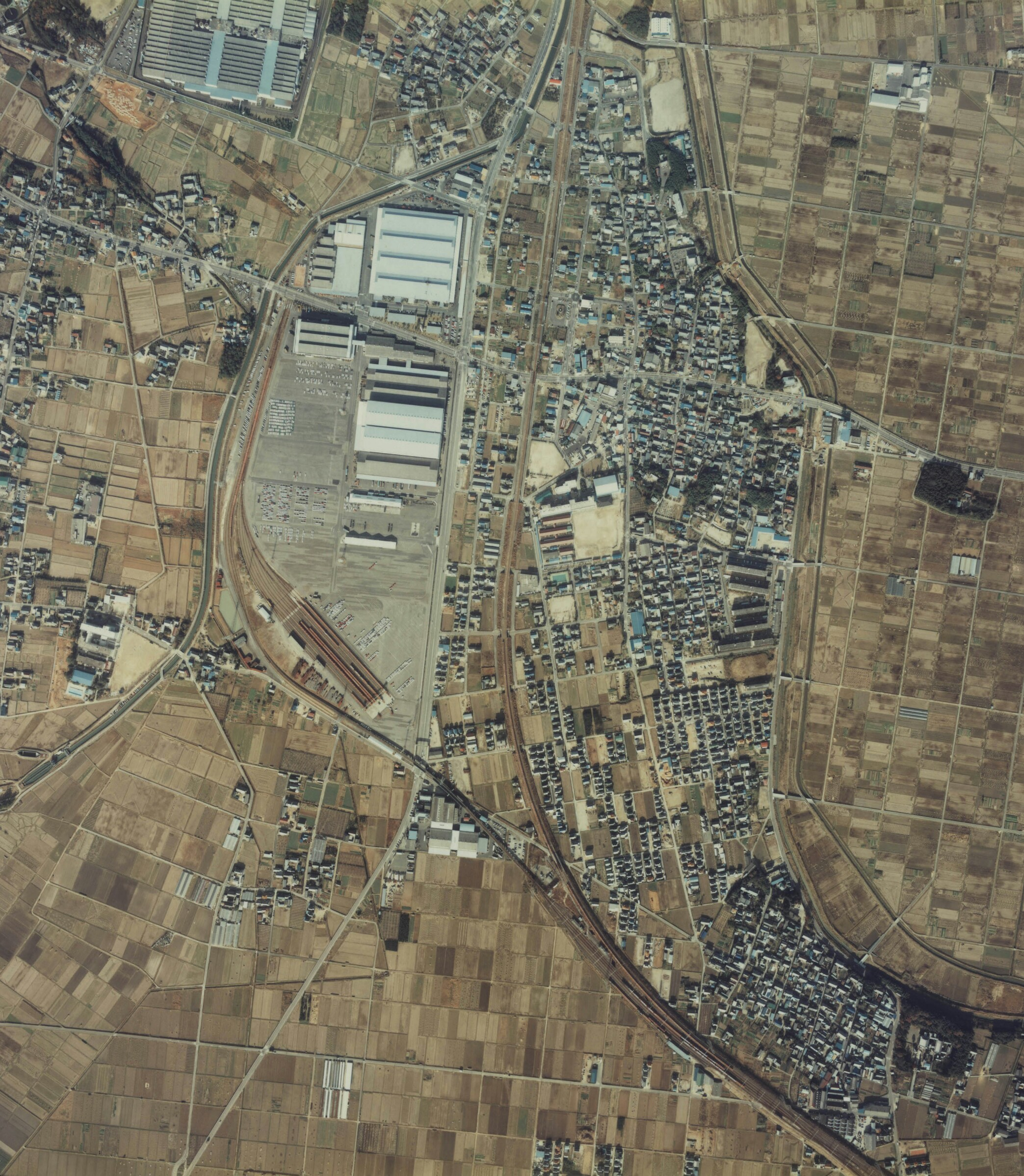
1982年（昭和57年）度当時の当駅付近一帯
（国土交通省 国土地理院 地図・空中写真閲覧サービスの空中写真を基に作成）

## 利用状況
「愛知県統計年鑑」、「岡崎市統計書」、「移動等円滑化取組報告書」によると、当駅の一日平均乗車人員は以下の通り推移している。
| 年度   | 1日平均 乗降人員 | 1日平均 乗車人員 |
| ------ | ---------------- | ---------------- |
| 2004年 |                  | 416              |
| 2005年 |                  | 636              |
| 2006年 |                  | 623              |
| 2007年 |                  | 777              |
| 2008年 |                  | 796              |
| 2009年 |                  | 776              |
| 2010年 |                  | 795              |
| 2011年 |                  | 779              |
| 2012年 |                  | 810              |
| 2013年 |                  | 823              |
| 2014年 |                  | 855              |
| 2015年 | 1,937            | 968              |
| 2016年 | 2,052            | 1,026            |
| 2017年 | 2,137            | 1,068            |
| 2018年 | 2,272            | 1,136            |
| 2019年 | 2,394            |                  |
| 2020年 | 1,597            |                  |

## 駅周辺
住宅と農地が点在する郊外地域。駅南方に三菱自動車工業の工場が控え、近年、駅の東側を中心に宅地開発が進む。駅の所在地は岡崎市だが、駅北部と東部は豊田市との市境に近い。
- 愛知環状鉄道本社
- 愛知環状鉄道北野桝塚車両基地
- 三菱自動車工業岡崎製作所
- 愛知県道230号鴛鴨安城線
- 長瀬北通り
- 北野廃寺跡
- 柳川瀬公園（豊田市畝部東町）
- 行福寺
- 桝塚味噌

## バス路線
北野桝塚

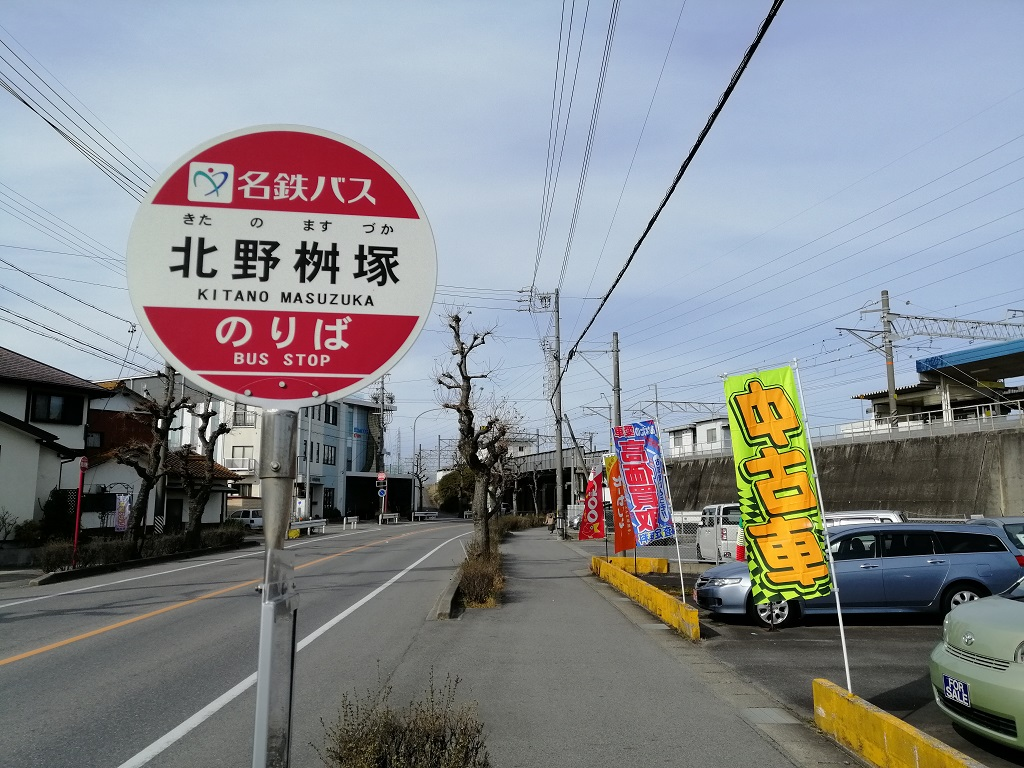
「北野桝塚」停留所

- 名鉄バス上郷線、矢作循環線、矢作市民病院B線。駅南側にあり、何れも片方向運転の循環区間のため乗降場は1ヵ所のみ。

桝塚東町
徒歩で6 - 7分程度。
- 上郷コミュニティバス（通称・にこにこバス）上郷線。所在地は豊田市内。

## 隣の駅
愛知環状鉄道
■愛知環状鉄道線
大門駅（05） - 北野桝塚駅（06） - 三河上郷駅（07）